# 金龜跳車
《金龜車》是Data East在80年代開發的一款賽車遊戲，1982年首先以街機發售，至1983、84及88年，又分別授權予不同平台。玩家以鳥瞰形式觀看自己的賽車，並能隨時跳起躲避障礙物及壓毁敵方車輛。

## 外部連結
- （中文）Bump 'n' Jump--吃喝玩樂Blog
- 金龜跳車遊戲示範--Youtube （页面存档备份，存于）
- Killer List of Videogames上的《金龜跳車》
- StrategyWiki上的《金龜跳車》指引